# Дойл, Каллум
Каллум Крейг Дойл (англ. Callum Craig Doyle; родился 3 октября 2003, Манчестер) — английский футболист, защитник клуба «Манчестер Сити», выступающий на правах аренды за «Норвич Сити».

## Клубная карьера
Уроженец Манчестера, Дойл с 2014 года выступал за футбольную академию «Манчестер Сити». В июле 2021 года отправился в аренду в «Сандерленд».
Сезон 2022/23 провёл в аренде в «Ковентри Сити».
В июле 2023 года отправился в аренду в «Лестер Сити».

## Карьера в сборной
В 2021 году дебютировал за сборные Англии до 18 и до 19 лет.
В июне 2022 года был включен в заявку сборной на чемпионат Европы до 19 лет.

## Достижения
Сборная Англии (до 19 лет)
- Победитель чемпионата Европы (до 19 лет): 2022